# Kościół Trójcy Przenajświętszej w Rudzie Śląskiej
Kościół Trójcy Przenajświętszej w Rudzie Śląskiej – rzymskokatolicki kościół parafialny w Rudzie Śląskiej, w województwie śląskim. Należy do dekanatu Kochłowice archidiecezji katowickiej. Mieści się przy ulicy księdza Ludwika Tunkla, w dzielnicy Kochłowice.

## Historia
Jest to świątynia wybudowana w stylu neoromańsko-neogotyckim w latach 1900–1902 jako budowla trzynawowa na planie krzyża łacińskiego. Projektantem świątyni został wybrany Ludwig Schneider z Wrocławia. W listopadzie 1899 roku została wyrażona zgoda przez zarząd kościelny na rozpoczęcie budowy. W dniu 4 stycznia 1900 roku parafia otrzymała ziemię pod budowę świątyni. Budowa rozpoczęła się w dniu 18 kwietnia 1900 roku. Kamień węgielny został położony w dniu 15 lipca tego samego roku. Prace budowlane były wykonywane pod kierunkiem mistrza murarskiego Fedora Wieczorka z Królewskiej Huty. W dniu 22 sierpnia 1901 roku do świątyni został wprowadzony obraz Matki Bożej Częstochowskiej namalowany przez Franciszka Jędrzejczyka. Budowla konsekrowana w dniu 17 października 1902 roku przez kardynała Georga Koppa.

## Galeria

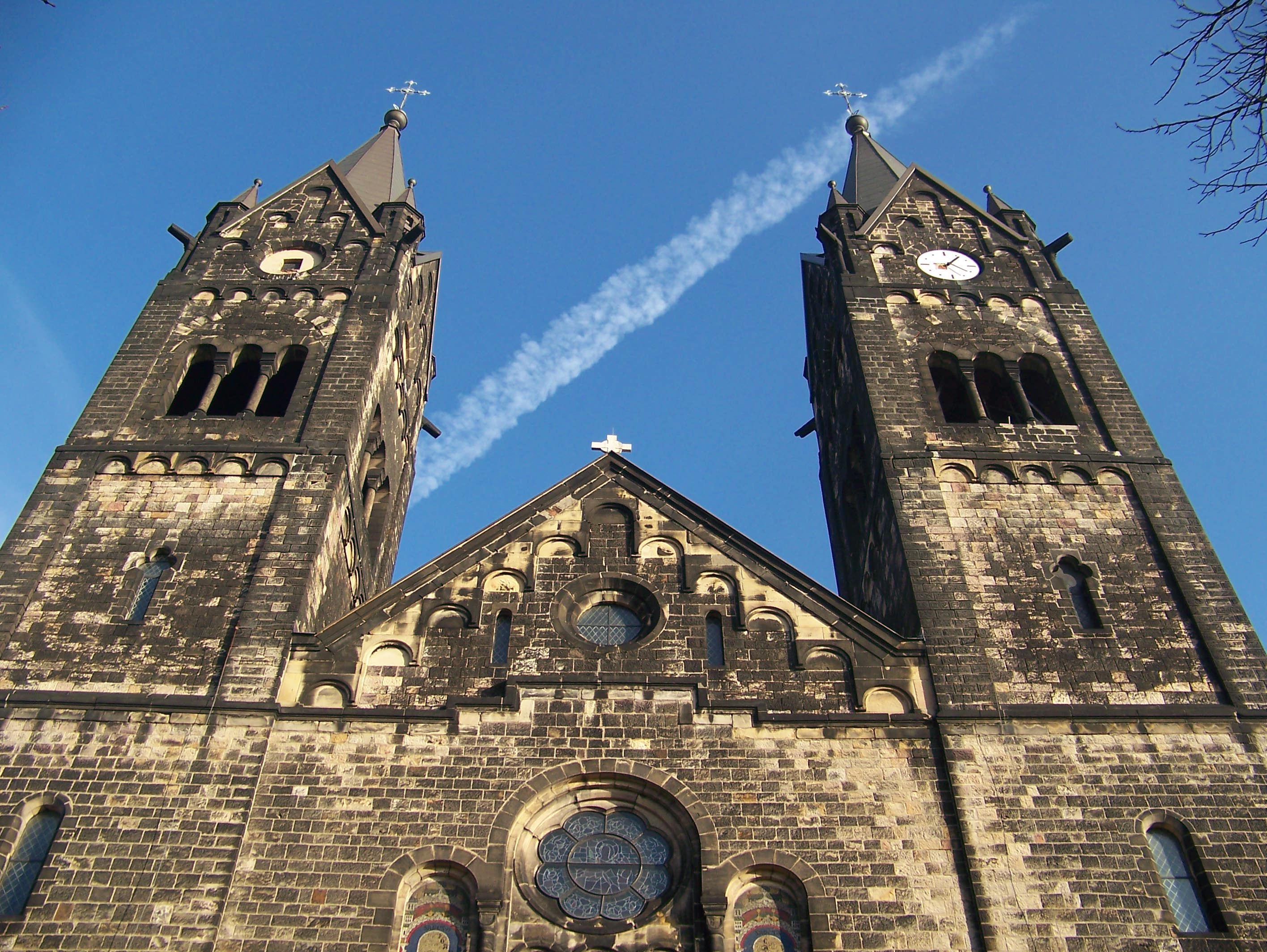
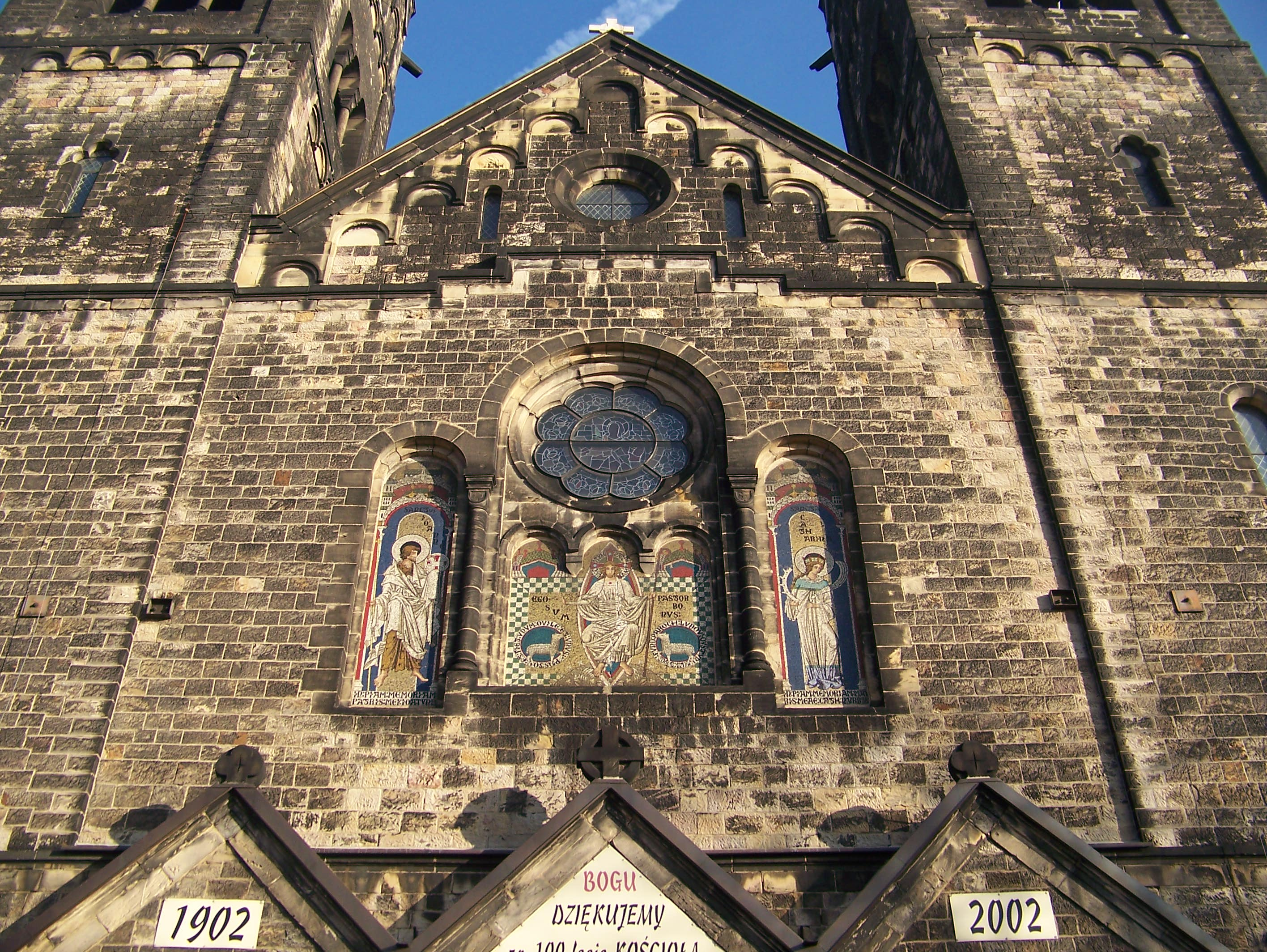
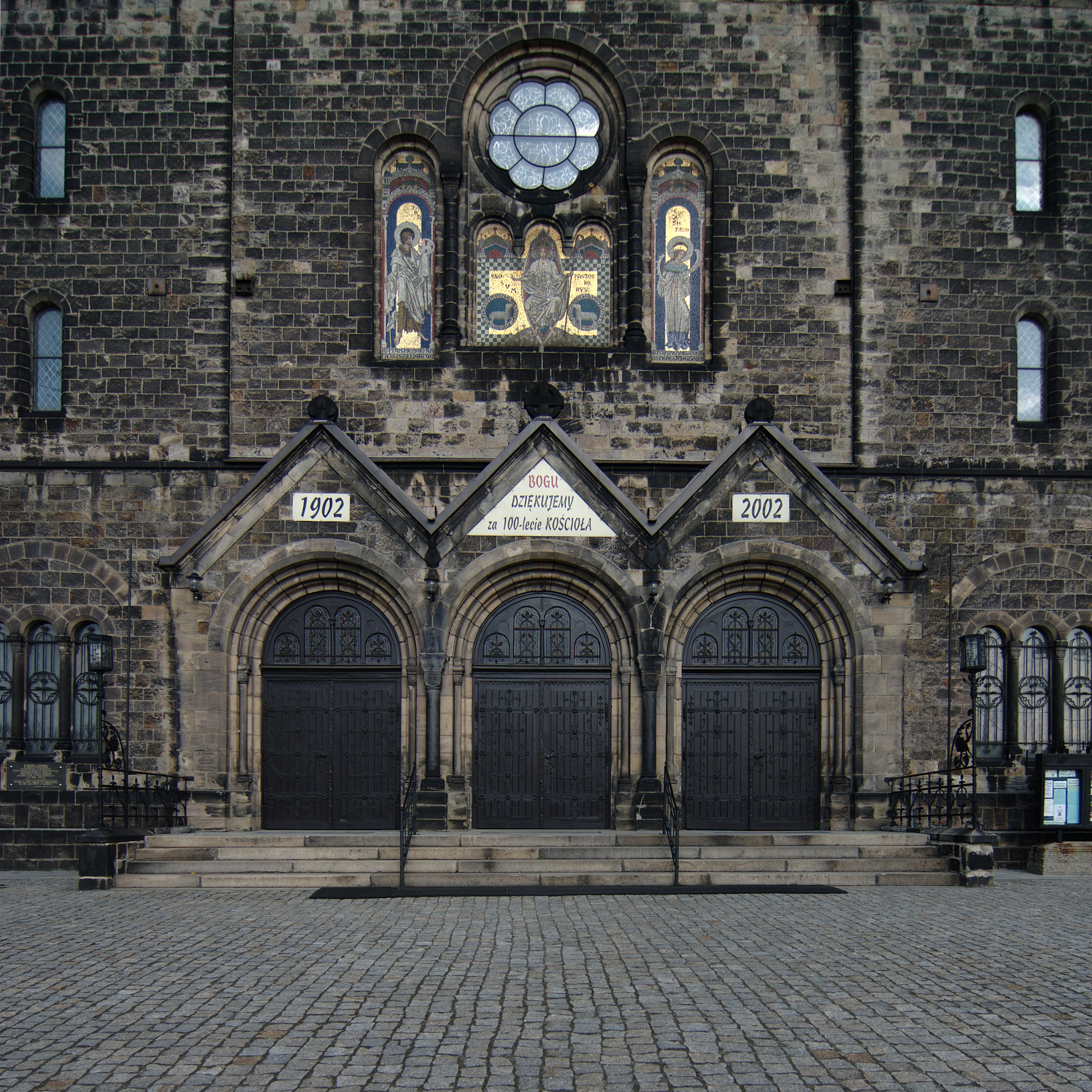
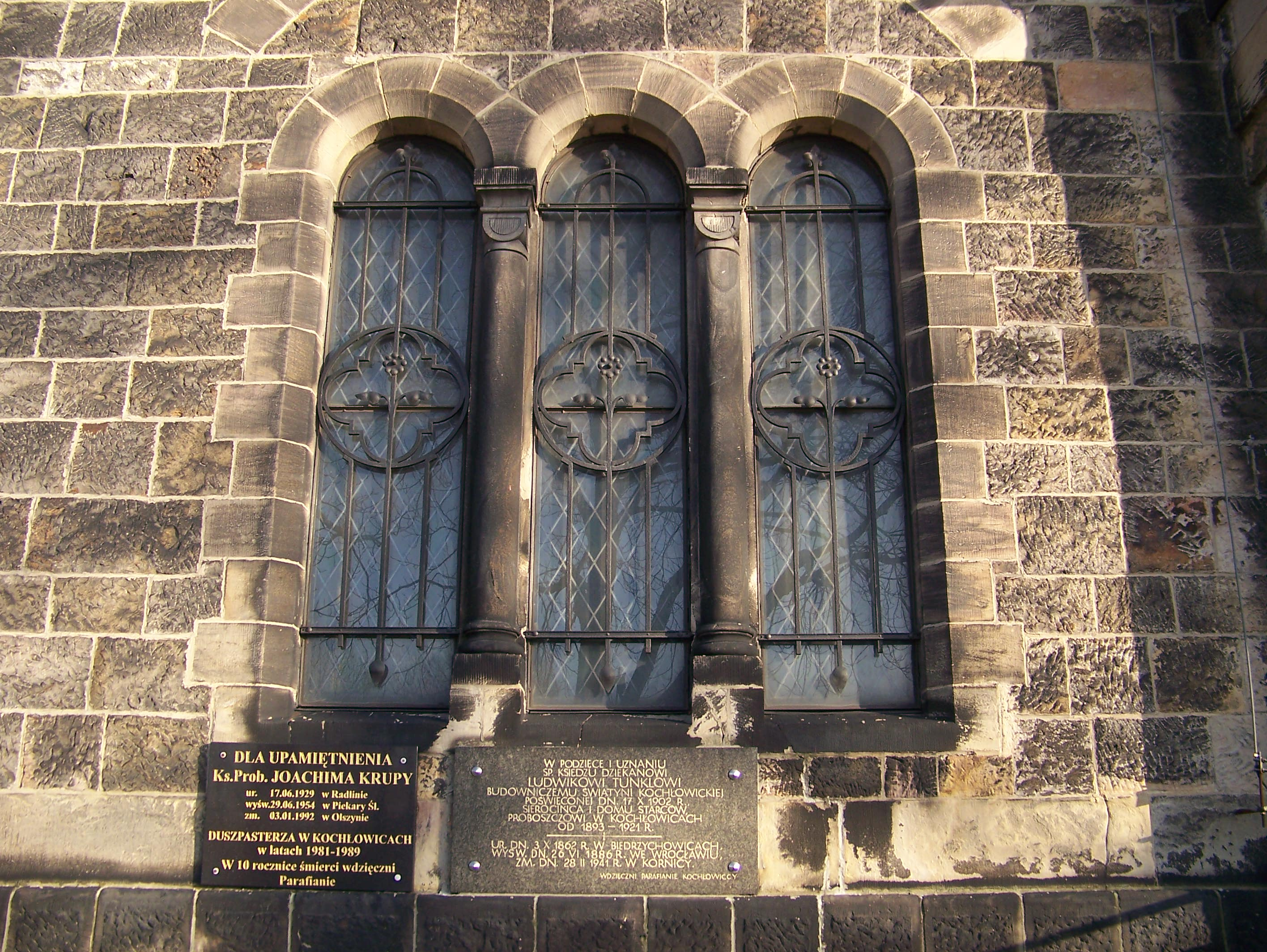
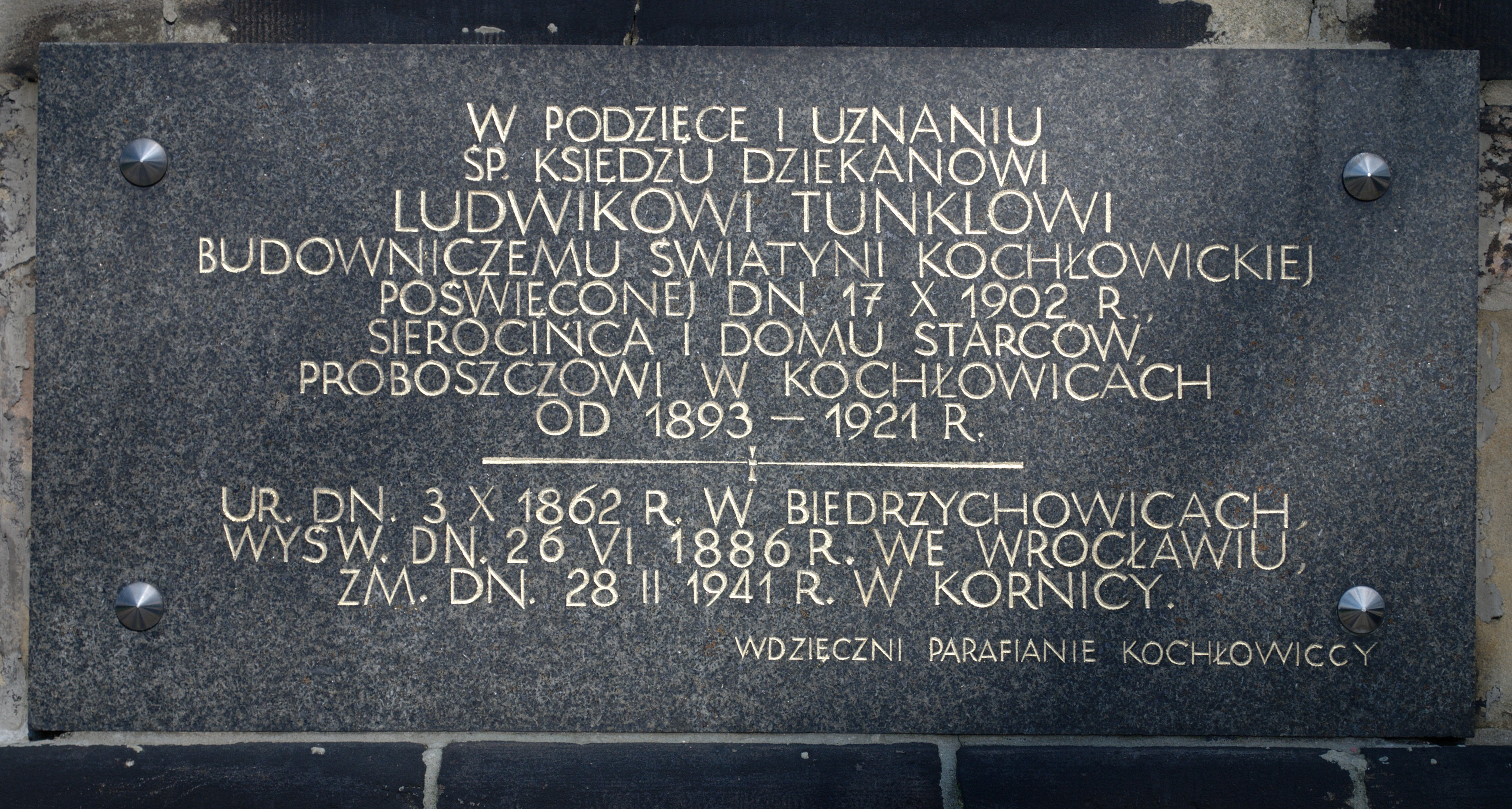
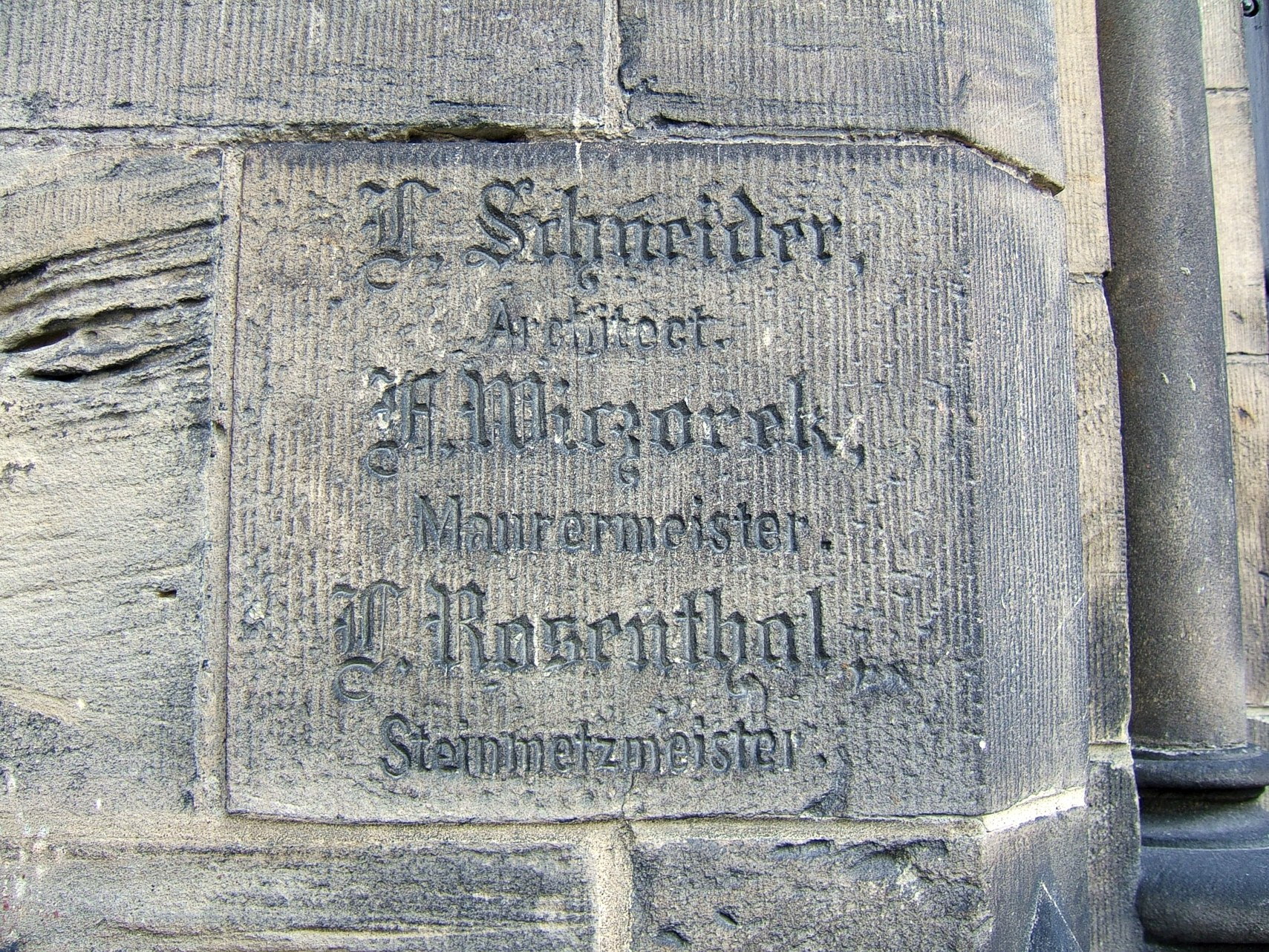
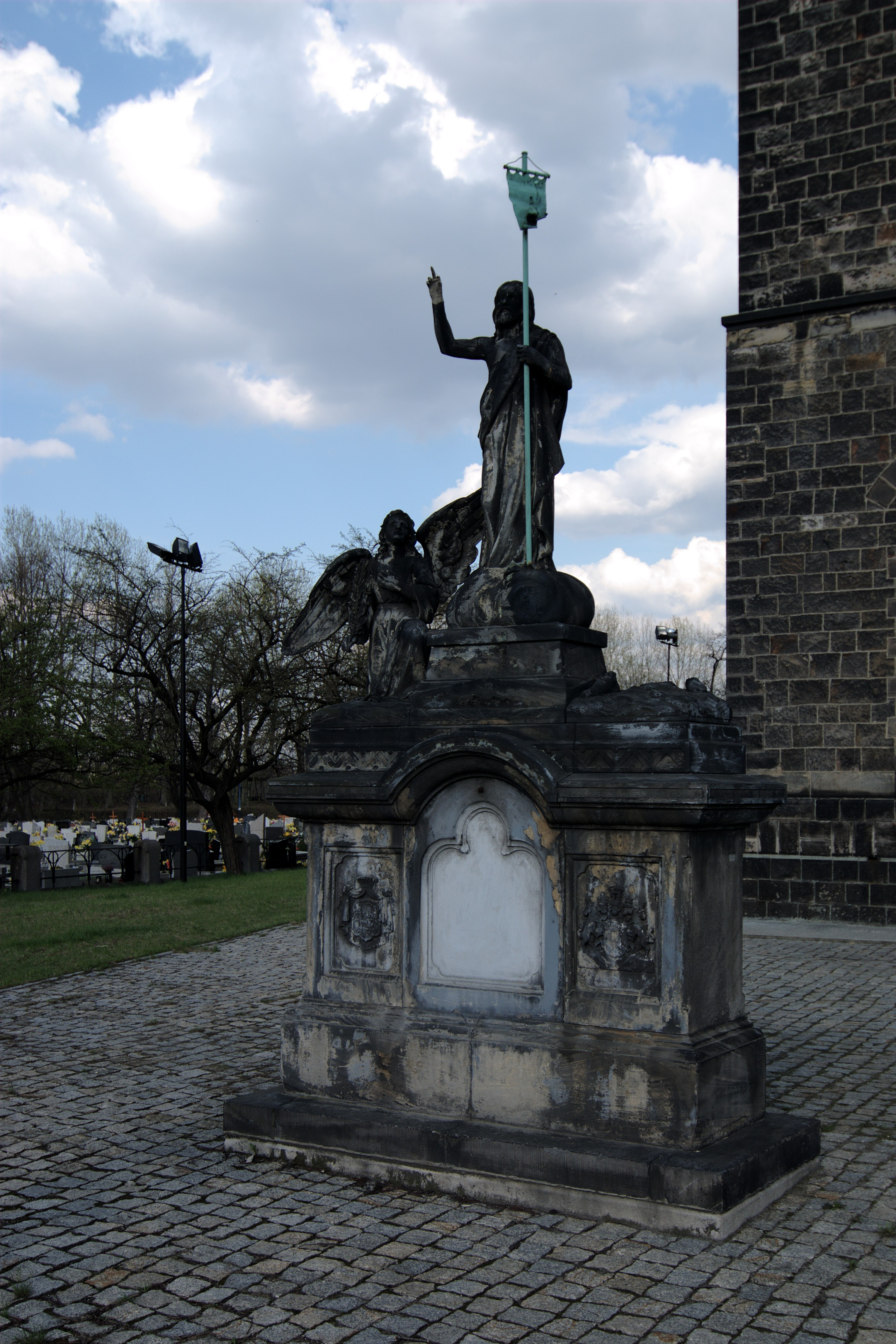
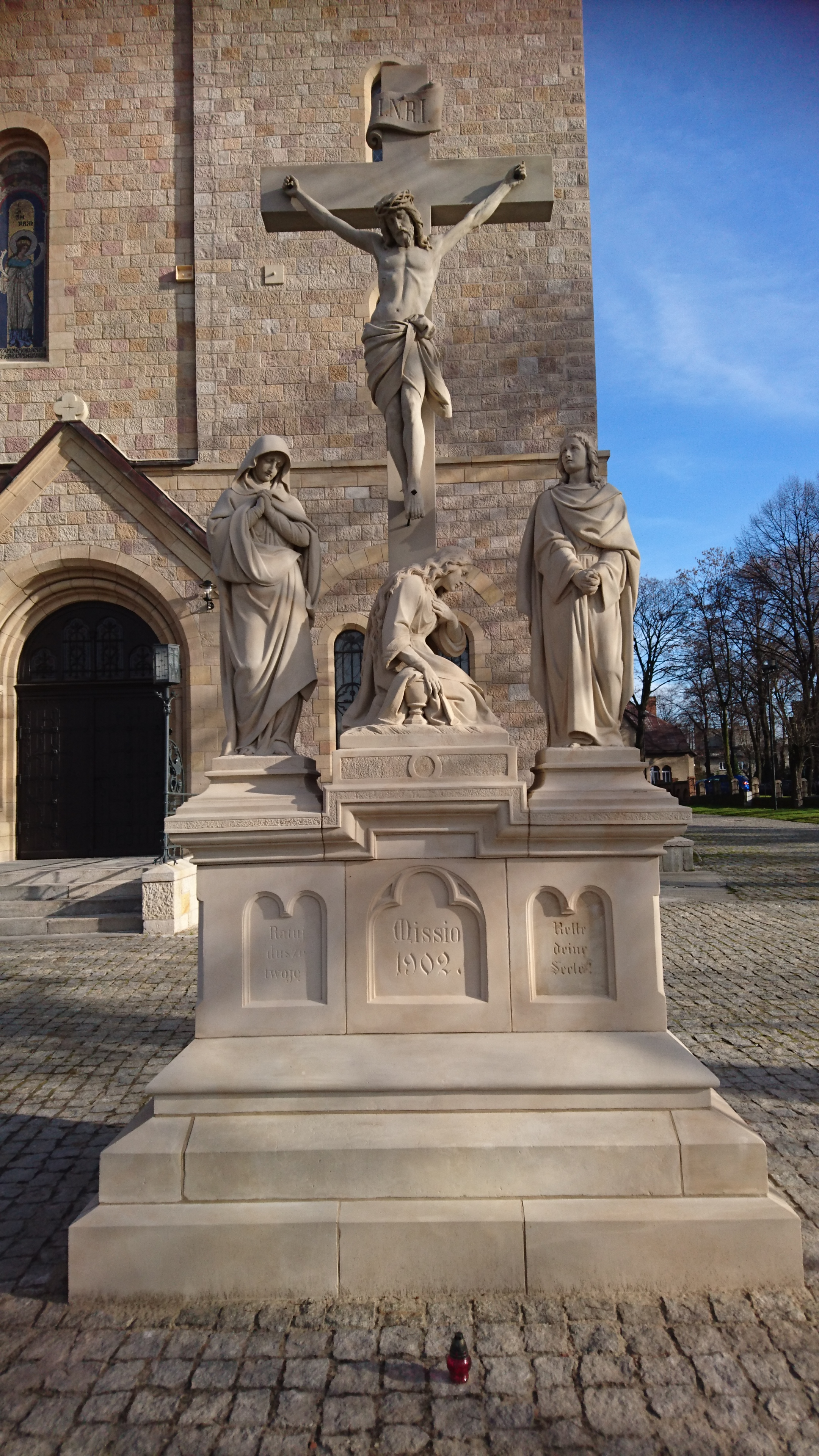
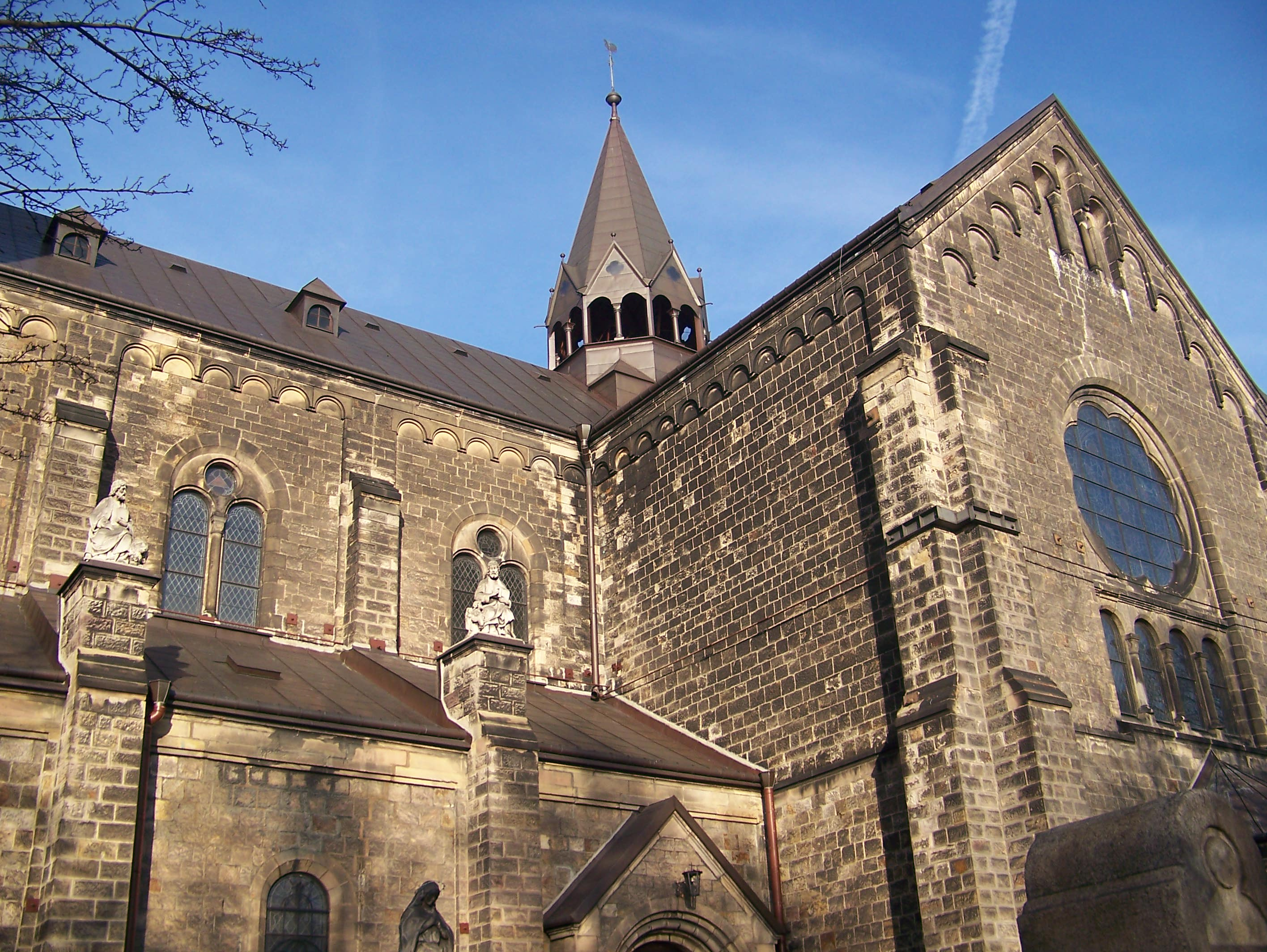
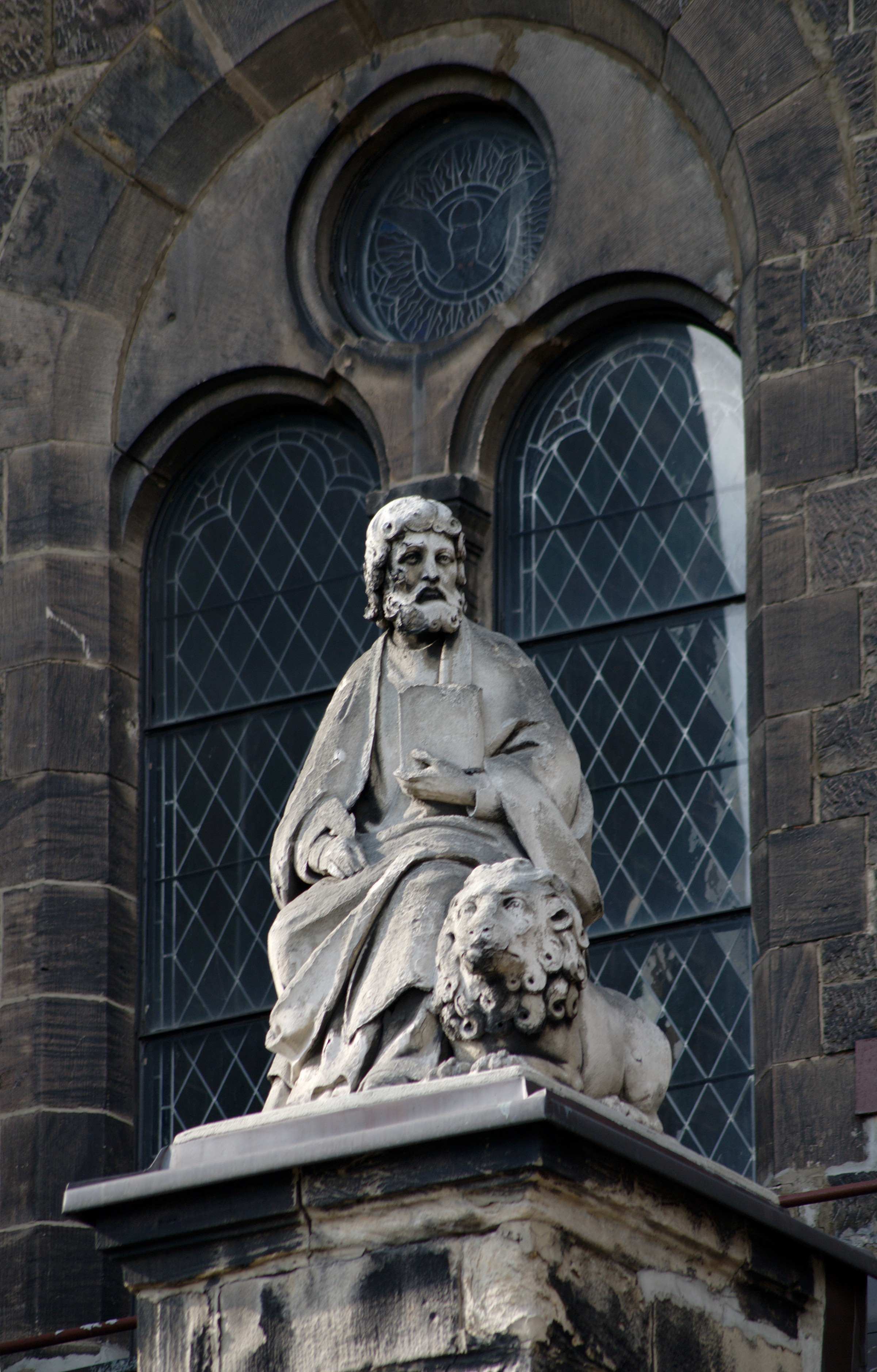
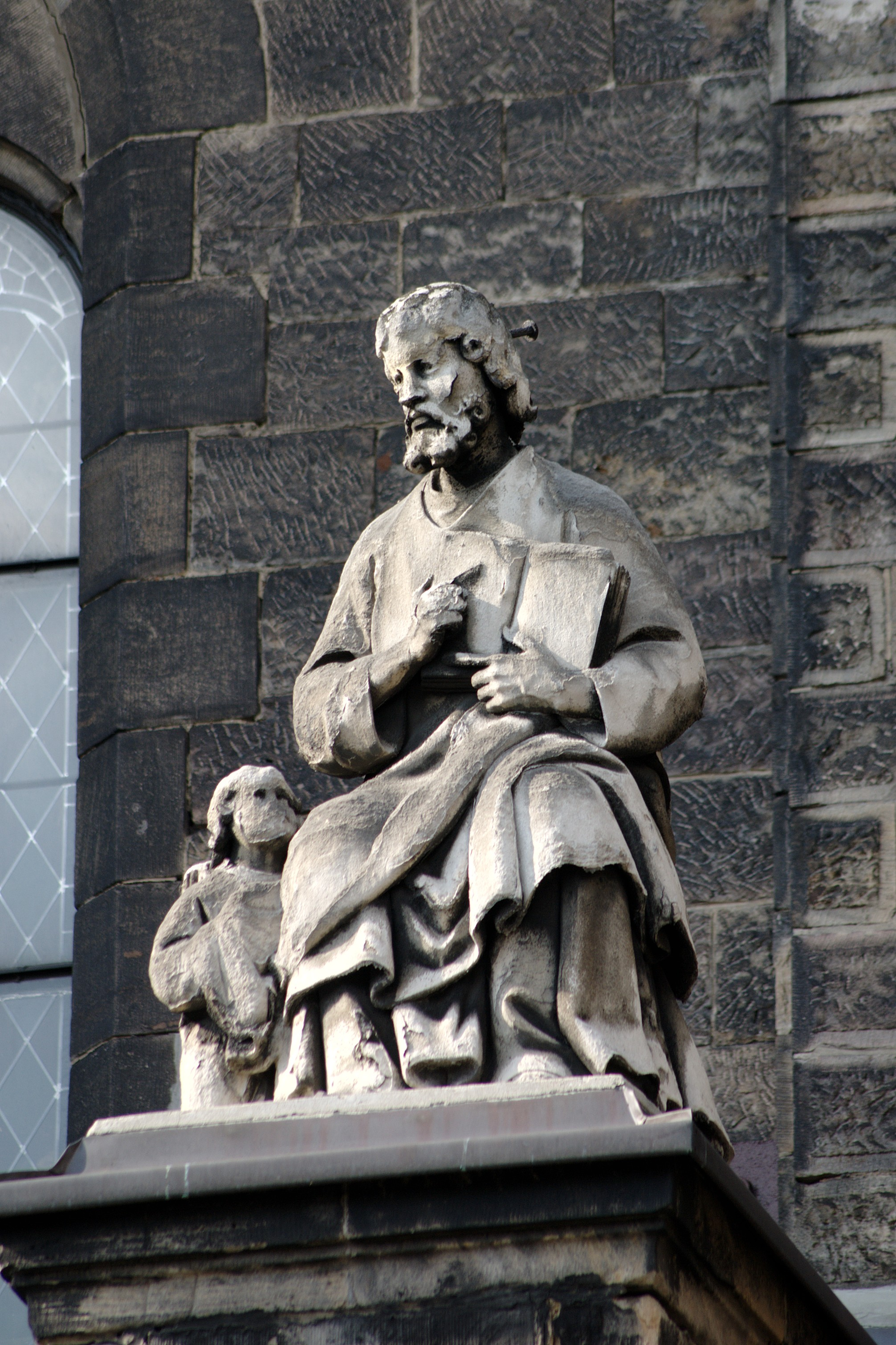
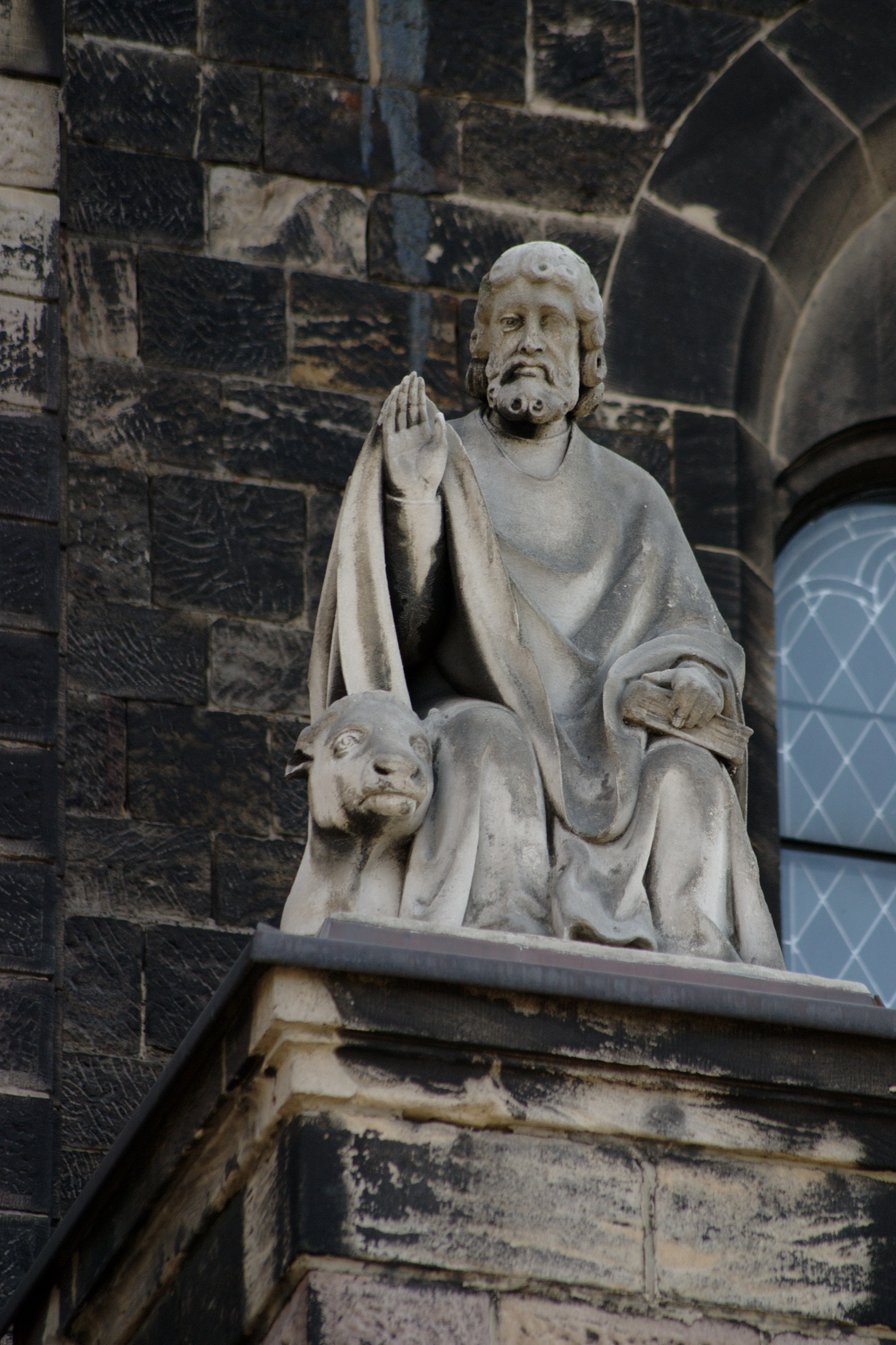
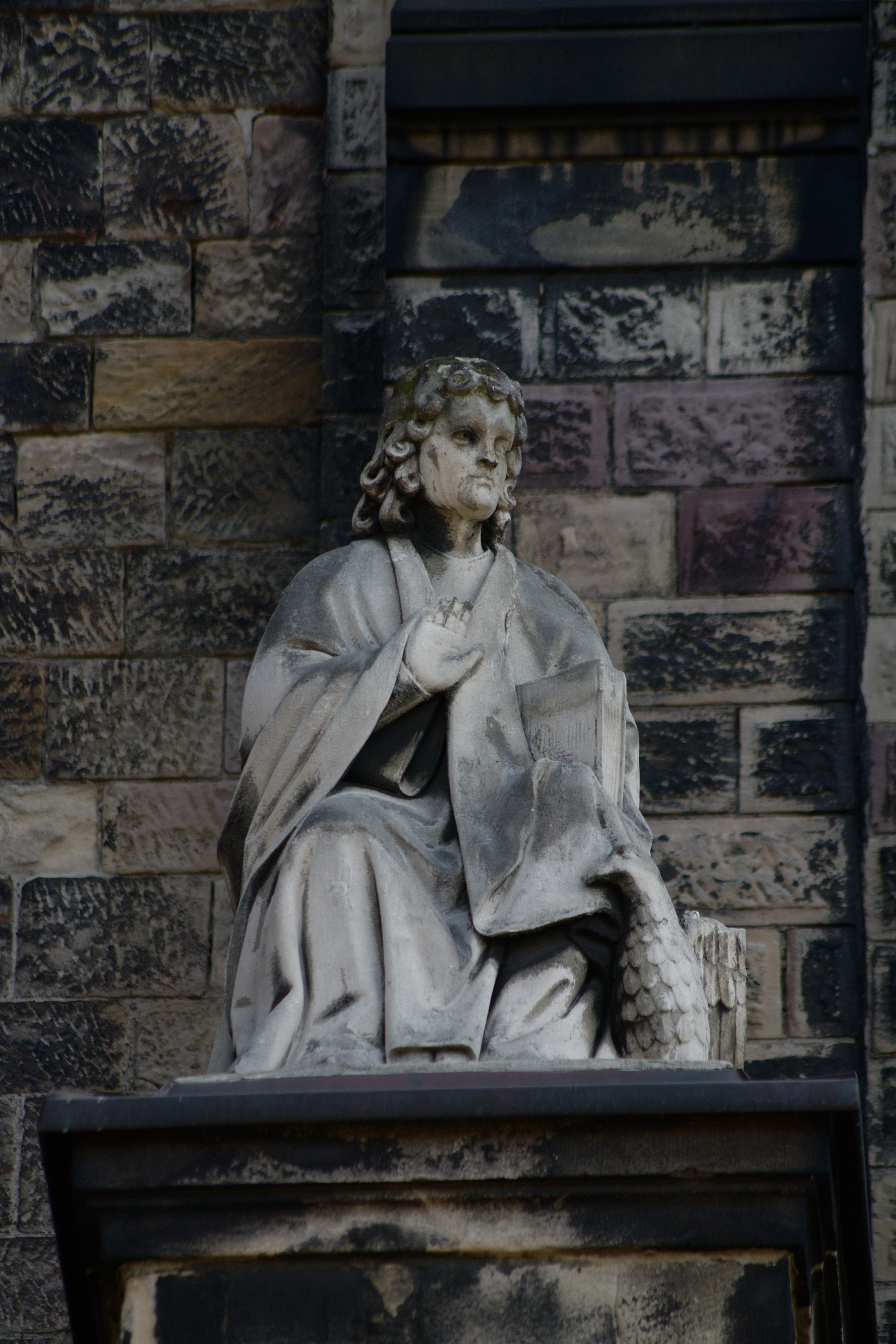
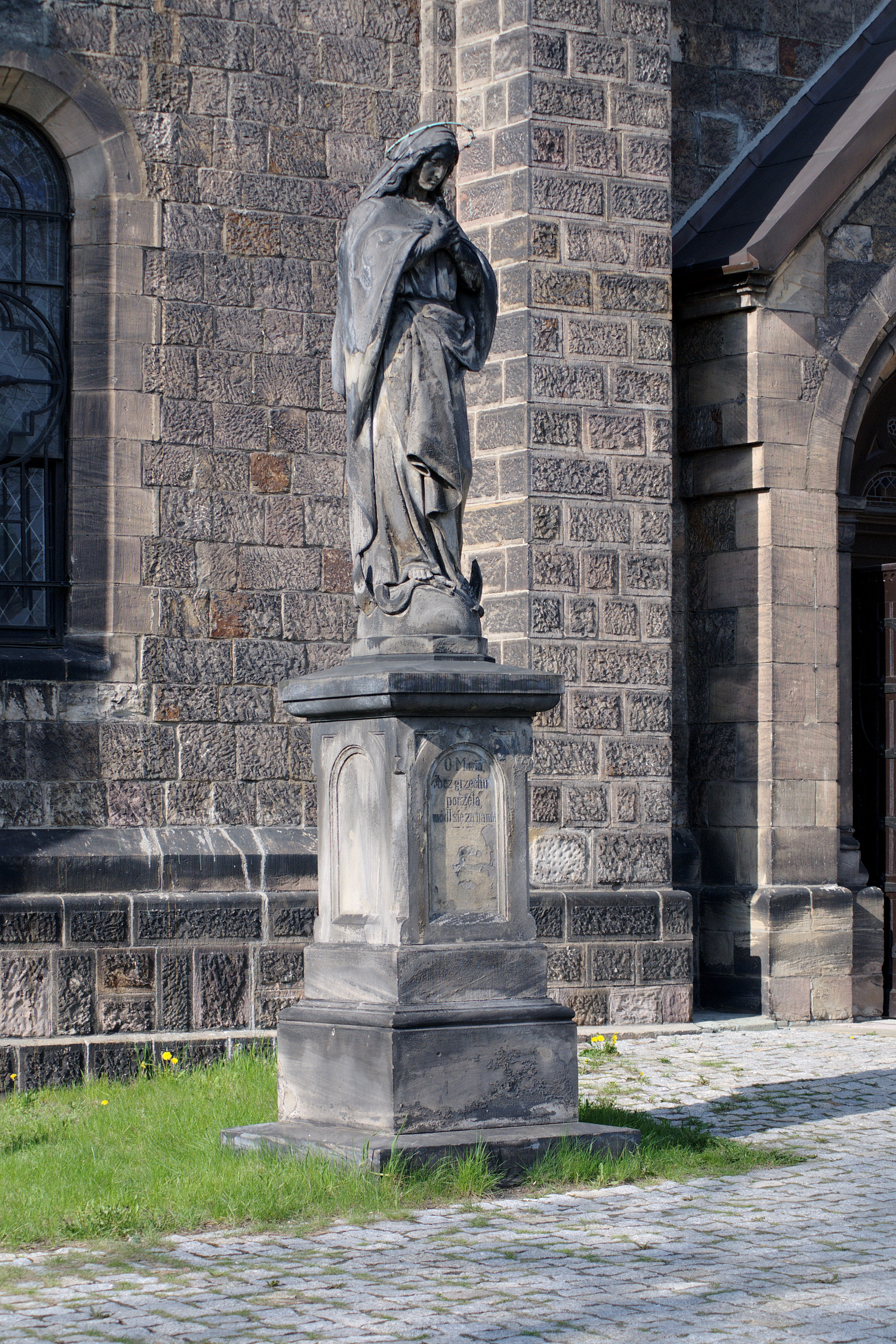